# Standard Bank Namibia

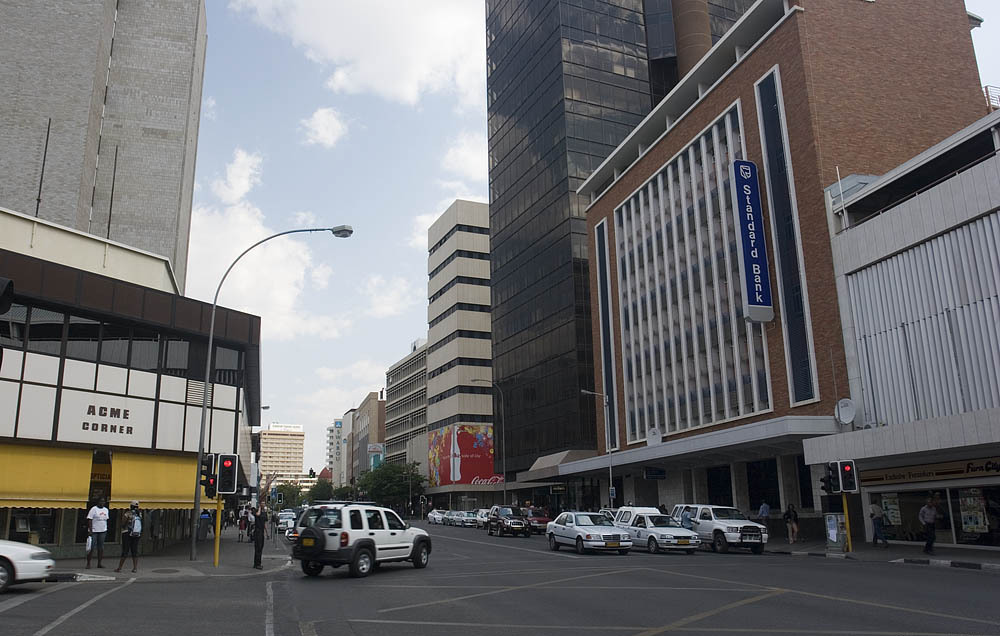
Standard Bank in Windhoek

Die Standard Bank Namibia ist Teil der südafrikanischen Bankengruppe Standard Bank. Aus rechtlichen Gründen ist die Standard Bank Namibia weitestgehend von der südafrikanischen Muttergesellschaft losgelöst.
Die Bank entstand in Namibia durch die am 19. August 1915 in Lüderitz eröffnete erste kommerzielle Bankfiliale. Mittlerweile zählt die Standard Bank Namibia zu den größten des Landes und operiert von mehr als 50 Filialen aus. Sie verwaltet mit gut 25 Milliarden Namibia-Dollar ein Drittel des Bankvermögens in Namibia.
Die Bank bietet Finanzdienstleistungen für Privat- und Firmenkunden.